# Killer Instinct
A Killer Instinct egy verekedős videójáték-sorozat, amelyet eredetileg a Rare készített, valamint a Midway, a Nintendo és a Microsoft Studios adott ki. Az eredeti Killer Instinct 1994-ben jelent meg a játéktermekben; a játék 1995-ben megjelent Super NES-re és Game Boyra. Népszerűségének köszönhetően 1996-ban megjelent a folytatás, a Killer Instinct 2, amely a játéktermekbe került; a játék később Killer Instinct Gold címen jelent meg Nintendo 64-re.
A sorozatot a Killer Instinct (2013) megjelenésével indították újra Xbox One-on.

## Játékok

### Killer Instinct(1994)
A Rare által fejlesztett és a Midway által kiadott játéktermi verekedős játék. Eredetileg 1994-ben jelent meg a játéktermekben, a játék reklámja szerint 1995-ben jelent meg a tervezett „Nintendo Ultra 64” otthoni konzolra. Az Ultra 64 végül Nintendo 64 néven valósult meg, de soha nem kapta meg az eredeti Killer Instinct változatát. Ehelyett a játék nagyszabású megjelenést kapott a SNES-en, amely egy újrakevert játékdalokat tartalmazó CD-t és egy limitált kiadású fekete színű kazettát tartalmazott, valamint a következő évben megjelent a Game Boy kézi vezérlőn is. Mind a SNES, mind a Game Boy változatot a Nintendo adta ki. A Killer Instinct Classic címet viselő digitális átirat a 2013-as folytatás első évadának Xbox One-on megjelent csomagjának részeként jelent meg.

### Killer Instinct 2ésKiller Instinct Gold(1996)
1996-ban a Rare által fejlesztett, a Nintendo által licencelt és a Midway által gyártott, kizárólag játéktermi játék. Ez volt a Killer Instinct folytatása. A játékot SNES-re is elkészítették, de soha nem adták ki. Elődjéhez hasonlóan a játék két 8 irányú joystickkal rendelkezik, amelyeken egyenként hat gomb van a támadásokhoz (három ütés és három rúgás), és lehetővé teszi az egyjátékos vagy a két játékos versus módot. Később Killer Instinct Gold címen megjelent a Nintendo 64 konzolra, és a játékot a Nintendo adta ki. A digitális változat Killer Instinct 2 Classic címmel a 2013-as folytatás második évadával egy csomag részeként jelent meg Xbox One-ra. A Killer Instinct Gold a Rare Replay játékgyűjtemény részeként is szerepelt.

### Killer Instinct(2013)
A Killer Instinct sorozat rebootja, amelyet a Double Helix Games fejlesztett Ken Lobb felügyelete alatt, és az első játék a sorozatban, amelyet a Microsoft Studios adott ki, 2013 novemberében jelent meg az Xbox One egyik nyitócímeként. Miután az Amazon felvásárolta a Double Helix Gamest, az Iron Galaxy Studios vette át a megjelenés utáni tartalmak fejlesztését. A Windows 10-es verzió 2016 márciusában jelent meg a Windows Store-ban, a Steamen keresztül pedig 2017 szeptemberében.

## Játékmenet
A Killer Instinct egy verekedős játék, amelyben egy az egy elleni harc folyik. A játék a Street Fighter támadáskészletét kölcsönzi, és a Mortal Kombat befejező mozdulatai is inspirálták.
Több olyan tulajdonsága is van, ami megkülönböztetheti más franchise-októl:
- Dupla energiasáv: két kör megnyerése helyett minden játékosnak két energiasávja van. Ha egy karakter befejezi az ellenfél első életsávját, a harc megáll, és folytatódik, mint egy kör, de a győztes karakter továbbra is megtartja az abban a pillanatban nála lévő energiamennyiséget. Az a játékos nyeri a küzdelmet, aki elfogyasztja ellenfele második életsávját.
- Automatikus kombók: ahelyett, hogy a kombót alkotó egyes támadások végrehajtásához szükséges gombokat kellene megnyomni, a Killer Instinctben a kombók automatizáltak, és egy meghatározott gomb vagy speciális mozdulat megnyomásával aktiválhatók (ami a karaktert egy ütéssorozat végrehajtására készteti).
- Befejező mozdulatok: A Mortal Kombat „Fatalities“ névre keresztelt kivégzőmozdulataihoz hasonlóan minden karakter rendelkezik legalább két, No Mercy (későbbi változatokban Danger Move) néven ismert mozdulattal, amelyekkel kegyetlen módon végezhet az ellenféllel. Az egyik ilyen No Mercy mozdulatot egy kombó végén lehet végrehajtani (amit Ultimate kombónak neveznek), amikor az ellenfél életsávja pirosan villog (az ellenfél második sávja lemerül), bár ez más mozdulatkombinációt használ. A Mortal Kombat Fatalityvel ellentétben a No Mercy mozdulat nem jár vérrel és feldarabolással. Egy másik befejezés a Humiliation, amely táncra kényszeríti az ellenfelet (a tánc stílusa a karaktertől függ), de ez csak akkor használható, ha a játékosnak megvan az első életsávja. Az ellenfelet megölő befejezési mozdulatok megváltoztathatják azt a befejezést, amelyet a játékos a játék megnyerésekor kap, ha az ellenfél jelentős szerepet játszik a játékos történetében.
- Ultra Combo: Ez a kombináció azonban lehetővé teszi a karakter számára, hogy a kombináció befejezéseként egy hosszú ütéssorozatot adjon le, amely általában meghaladja a 20 ütést, és néha elérheti a 80+ ütést is. Az ultra kombók megölik az ellenfelet, ami megváltoztathatja a befejezést, amit a játékos a játék megnyerésekor kap, ha az ellenfél jelentős a játékos története szempontjából, és ha a játék karakterenként több befejezést is megvalósít.
  - Stage Ultra: Hasonló az ultra kombóhoz, beleértve azt is, hogy megöli az áldozatot, de egyedi a harci szakaszhoz és a harcosok elhelyezéséhez. Helyesen végrehajtva olyan egyszerű lehet, mint egy játékos kiütése egy épületből, épületről, vagy egy mágikus könyvbe zárni.
- Combo Breaker: A játékos, akit egy kombóba fogtak, egy kombótörő mozdulat végrehajtásával kiszabadulhat belőle. A kombótörő a játékos karakterének egy kijelölt speciális mozdulata. A kombót az automatikus duplázás vagy a összekötő szakaszában lehet megtörni. Egy automatikus kettős megtöréséhez a játékosnak a törő mozdulatot az automatikus kettősnél alacsonyabb erősséggel kell használnia (pl. egy közepes automatikus kettős megtöréséhez a játékosnak egy gyors törő mozdulatot kell használnia). A kombót a összekötő szakaszban is meg lehet törni. Ebben a szakaszban a játékos bármilyen erősségű törőmozdulatot használhat, így a hosszú kombók kockázatos dologgá válnak. Továbbá egy kombó megszakító végrehajtása után egy fehér csillag jelenik meg a megszakító életerő sávjának csúcsán, ami lehetővé teszi néhány speciális mozdulat továbbfejlesztett változatát, amelyek más utasítást igényelnek.
  - A 2013-as Xbox One kiadásban a törési módszerek sokkal specifikusabbak, ahol a törésnek ugyanolyan erősnek kell lennie, mint az ellenfél által választott támadás, a nyitások/végződések nem törhetők meg (kivéve, ha a kombó nyitása->végződés). Sikeres törés esetén a játékos kiüti az ellenfelét, de nem okoz kárt. Ha a törés erőssége vagy időzítése nem megfelelő, a törő játékos 3 másodpercre nem próbálkozhat újabb töréssel.
- Kiütéses érték: A 2013-as kiadásban bevezetett kombótámadások végrehajtása során nagyon kevés életerő fogy, ehelyett olyan sebzési potenciált építenek fel (amit az életerőmérő feletti fehér ködfolt jelez), amelyet egy befejező támadással kell felhasználni. A kombó végrehajtása közben a leütési értékmérő megtelik. Ha a kombó nem „fejeződik be”, amikor ez a mérő megtelt, a kombó azonnal egy kiütéses támadással ér véget, és az összes potenciális sebzés regenerálódni kezd. Az Instinct Mode segítségével visszaállítható ez a mérő újra üresre, és még hosszabb kombókat lehet felvenni.
- Instinct mód: A 2013-as kiadásban bevezetett ösztönmód: Ahogy a játékos sérülést szenved, vagy kombótöréseket hajt végre, az ösztönös mód mérője megtelik. Ha megtelt, a játékos aktiválhatja azt, hogy egyedi bónuszokat szerezzen magának, például Jago Endokuken lövedékei kétszeresen elsülnek és életelvonó hatást kapnak, Black Orchid pedig képes lesz tűzmacskákat idézni támadásra. Ha a kombó közepén aktiválódik, a kiütési érték minden más bónusz mellett visszaáll.
- Counter Breaker: Ez a 2013-as kiadásban bevezetett funkció a kombó megszakítójának megelőzéséhez hasonlít. Amikor egy támadó játékos összeállít egy kombót, bármikor belekeverhet egy counter-breaker trükköt. Ha az ellenfél játékos bármilyen erősségű kombótörővel válaszol, azonnal a szokásosnál hosszabb leállásba kerül (3 másodperc helyett 4 másodperc), és a játékos leütési értéke visszaáll, ami még hosszabb megszakítás nélküli kombót tesz lehetővé. Ha a cselre nem érkezik kombótörő, a játékos sebezhetővé válik a támadással szemben.

## Szereplők
Az alábbi táblázat a sorozat minden egyes harcosát összefoglalja. A zöld cella azt jelzi, hogy a karakter játszható (a KI (2013) számok azt a letölthető tartalmi szezont jelzik, amiben hozzáadták), a piros cella azt jelzi, hogy a karakter nem játszható, a semleges cella pedig azt, hogy a karakter egy főellenség, ami csak csalókóddal játszható.
| Szereplő      | KI         | KI2        | KI (2013) |
| ------------- | ---------- | ---------- | --------- |
| Aganos        | Nem        | Nem        | 2         |
| Arbiter§      | Nem        | Nem        | 3         |
| ARIA          | Nem        | Nem        | 2         |
| Black Orchid  | Igen       | Igen       | 1         |
| Chief Thunder | Igen       | Nem        | 1         |
| Cinder        | Igen       | Nem        | 2         |
| Eyedol        | főellenség | Igen       | 3         |
| Eagle         | Nem        | Nem        | 3+        |
| Fulgore       | Igen       | Igen       | 1         |
| Gargos        | Nem        | főellenség | 3         |
| General RAAM§ | Nem        | Nem        | 3         |
| Glacius       | Igen       | Igen       | 1         |
| Hisako        | Nem        | Nem        | 2         |
| Jago          | Igen       | Igen       | 1         |
| Kan-Ra        | Nem        | Nem        | 2         |
| Kilgore       | Nem        | Nem        | 3+        |
| Kim Wu        | Nem        | Igen       | 3         |
| Maya          | Nem        | Igen       | 2         |
| Mira          | Nem        | Nem        | 3         |
| Omen          | Nem        | Nem        | 2         |
| Rash§         | Nem        | Nem        | 3         |
| Riptor        | Igen       | Nem        | 2         |
| Sabrewulf     | Igen       | Igen       | 1         |
| Sadira        | Nem        | Nem        | 1         |
| Shadow Jago   | Nem        | Nem        | 1         |
| Shin Hisako   | Nem        | Nem        | 3+        |
| Spinal        | Igen       | Igen       | 1         |
| T.J. Combo    | Igen       | Igen       | 2         |
| Tusk          | Nem        | Igen       | 3         |

### Chief Thunder
Chief Thunder, az iker tomahawkkal felfegyverzett indián törzsfőnök azért vesz részt a bajnokságon, hogy kiderítse, mi történt az előző évi tornán eltűnt testvérével, Eagle-vel.
A sorozat újraindításában Thunder – más néven hinnamatoom – egy törzsfőnök unokája és törzsi rendőrtisztek fia, aki egy idahói Nez Perce rezervátumban él testvérével, Eagle-lel. Tinédzserként Thunder látomáskutatásra indul, és látomást kap szellemállatától, egy óriási varjútól, aki azt mondja neki, hogy egy nap egy gonosz szörny ellen fog harcolni, és el kell kezdenie a tomahawk használatának kiképzését. A húszas éveik végén Thunder és Eagle szüleit megöli az Ultratech, bár a körülményeket titkolják. Megpróbál beépülni az Ultratechbe, Eagle csatlakozik a Kitagadottakhoz, és részt vesz az első Killer Instinct versenyen, majd később az Ultratech azt jelenti, hogy egy mérkőzésen megölték, bár nem hajlandóak átadni a holttestét, hogy eltemessék. A gyászoló és feldühödött Thunder megpróbál betörni az Ultratech egyik üzemébe, ahol bebörtönzik, de az üzemet később porig égetik, megsemmisítve ezzel minden bizonyítékot a szülei halálával és Eagle eltűnésével kapcsolatban, Thundert pedig gyújtogatással vádolják. Thunder egy évre Új-Mexikóba vonul, és egy újabb látomáskeresésre készül, ezúttal egy fémsasról szerez látomást. Thunder elszántan felveszi a harci öltözéket, és részt vesz a második Killer Instinct versenyen, abban a reményben, hogy megtalálja Sas maradványait, és lezárja az ügyet. Miután bizonyítékot talál arra, hogy a testvérét egy Fulgore-egység építésénél használhatták fel, bosszút esküszik a megcsonkításért, és elkezdi likvidálni a Fulgore-okat, hogy megkeresse Sast. Később kiszabadítja Aganost az Ultratech irányítása alól, és a két fél szövetséget köt, hogy együtt dolgozzanak Sas és Kan-Ra megtalálásán.

### Sabrewulf
Von Sabrewulf gróf likantrópiában szenved, és az Ultratech gyógymódot ígért neki, ha megnyeri a versenyt. A folytatásban Sabrewulfot az Ultratech foglyul ejtette, miután az első versenyen súlyosan megsérült, és a kísérletek miatt megőrült. Kibernetikus karjaival kétségbeesetten keresi a likantrópia ellenszerét. Sabrewulf az örökségül kapott kastélyában harapós és karmos támadásokkal harcol, valamint képes üvölteni és használni a lángoló denevéreit (bár néha nem lángolnak).

### Glacius
Glacius egy idegen, akit az Ultratech foglyul ejtett, és szabadságot ígért neki, ha megnyeri a versenyt. Végül Glacius legyőzi Cinder-t és hazatér. A Killer Instinct 2-ben Glacius egy 2000 évvel ezelőtti távoli rokonának, aki azonos nevet visel, vészjelzésre reagál, és a Földre érkezik, hogy megtalálja elveszett testvéreit, és hazahozza őket. Glacius három No Mercy mozdulatot használ: az egyikben gélszerű masszává változik, és elnyeli az ellenfelet, hasonlóan a Blobhoz (csak arcade), a másikban az ujját fecskendőként használja, hogy az ellenfelet jéggé változtató anyaggal injekciózza be, a harmadikban pedig forró vízzel teli pocsolyává változik, amiben az ellenfél megfullad.

### Riptor
Riptor egy genetikailag módosított velociraptor-ember hibrid, amelyet az Ultratech prototípusként hozott létre; a versenyen a gyilkológépi képességeit tesztelik. Végül azonban a KI2 előtt legyőzi T.J. Combo, de az összecsapás során megsérül Combo jobb szeme. Riptornak három No Mercy mozdulata van: az egyikben savat köp az ellenségre, a másikban a farkával szúrja meg az ellenfelet, a harmadikban pedig az ellenfélre rohan, és felfalja őket.

## Képregény
A Killer Instinct-saga két képregénysorozatot is ihletett, az első 1996-ból származik, az Armada kiadótól, a második pedig 2016-2017-ből, a Dynamite Entertainmenttől, amely leginkább a The Boys képregényekről ismert, a Microsofttal együttműködve.